# 邁納 (阿拉巴馬州)
邁納（英語：Minor）是一個位於美國阿拉巴馬州傑佛遜縣的非建制地區和人口普查指定地區。根據2010年美國人口普查，該地人口為1094人。

## 地理
邁納的座標為33°32′23″N 86°56′24″W / 33.539656°N 86.940000°W，而該地最高點為海拔高度177米（即581英尺）。